# Philodina flaviceps
Philodina flaviceps is een raderdiertjessoort uit de familie Philodinidae. De wetenschappelijke naam van deze soort is voor het eerst geldig gepubliceerd in 1906 door Bryce.